# Опытное Поле (Кировская область)
 Опытное Поле  — местечко в Яранском районе Кировской области, административный центр Опытнопольского сельского поселения.

## География
Расположено на расстоянии примерно 8 км по прямой на север-северо-восток от города Яранск.

## История
Поселение возникло на месте мужского Яранского Пророчицкого монастыря, основанного в 1898 году. В 1919 году на монастырских землях организовано Семенное хозяйство имени Карла Маркса. 1 апреля 1924 года Постановлением Вятского губернского исполнительного комитета оно было преобразовано в научно-исследовательское Яранское опытное поле имени Карла Маркса. В 1926 году в населенном пункте Яранское опытное поле 11 хозяйств и 25 жителей, в 1950 название стало Опытное поле (40 хозяйств и 135 жителей), в 1989 здесь 1041 житель. В 1958 году Опытное Поле стало центральной усадьбой колхоза «Путь Ленина», .

## Население
Постоянное население составляло 956 человека (русские 94%) в 2002 году, 761 в 2010.